# 卡洛·埃马努埃莱一世
萨伏伊的卡洛·埃马努埃莱一世（義大利語：Carlo Emanuele I di Savoia，1562年1月22日—1630年7月26日），被尊為「偉大者」之名，1580-1630年在位的萨伏依公爵。又因為他的魯莽和軍事侵略性，得到「熱頭」（Testa d'feu）的綽號（與他父親鐵頭做對比）。

## 生平

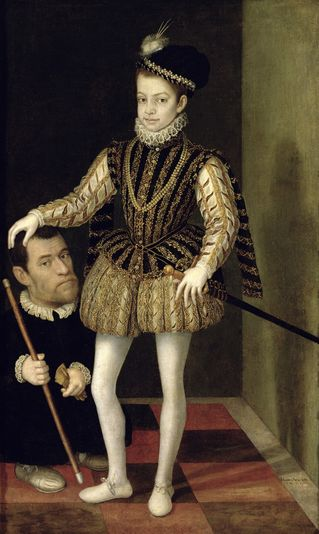
幼年的卡洛·埃马努埃莱與其侏儒侍臣

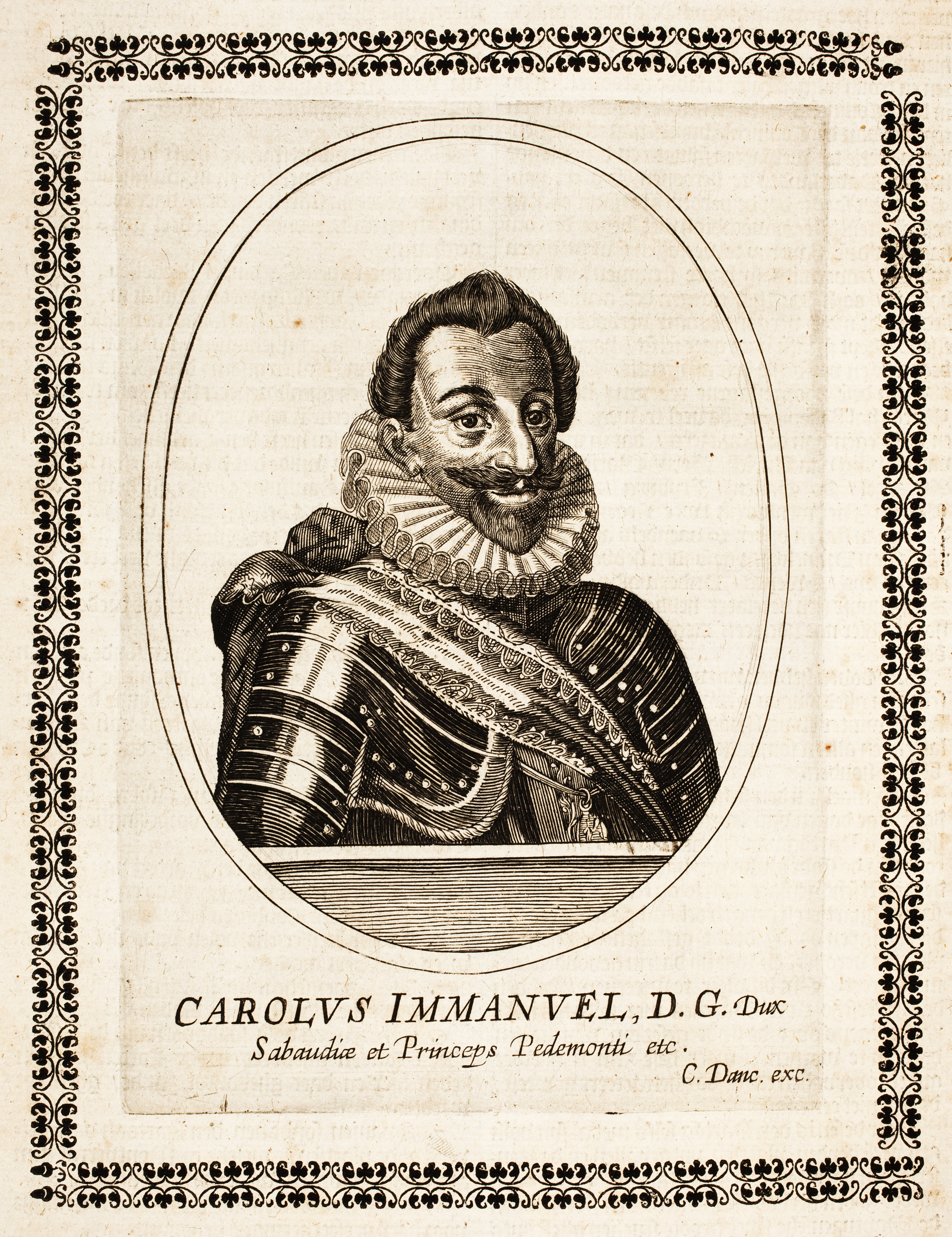
卡洛·埃马努埃莱一世的雕刻圖

1562年1月12日，卡洛·埃马努埃莱生于皮埃蒙特的利沃利城堡。 他是萨伏依公爵埃馬努埃萊·菲利貝托和貝里女公爵─法兰西的玛格丽特（法王亨利二世的妹妹）的独生子。他于1580年8月30日继承了爵位，當時19歲。
卡洛·埃马努埃莱接受了良好的教育，天資聰穎，会讲意大利语、法语、西班牙语和拉丁语。虽然他矮小驼背，但他仍將自己鍛鍊成一个能干的军人。雄心勃勃的卡洛·埃马努埃莱还推行軍事扩张政策，试图将自己的公国变成王国。他即位後鑑於當時新舊教對立急速升溫的局勢，認為必須趁機打擊法國和新教徒、擴張領土，遂投靠舊教領袖西班牙，於1585年娶了西王腓力二世的女兒凱薩琳，兩人育有十名子女。
1588年秋，卡洛·埃马努埃莱乘法国国内在其表哥亨利三世的亂政下，爆发法国宗教战争之时占领了被法国控制的萨卢佐侯国。他又試圖奪回日內瓦，更在米蘭總督的西班牙兵幫助下，佔領普羅旺斯的幾個城市。1596年統一法國的亨利四世要求卡洛·埃马努埃莱归还土地，遭到埃马努埃莱的拒绝，於是亨利四世入侵皮埃蒙特，戰爭延續了數年未果。

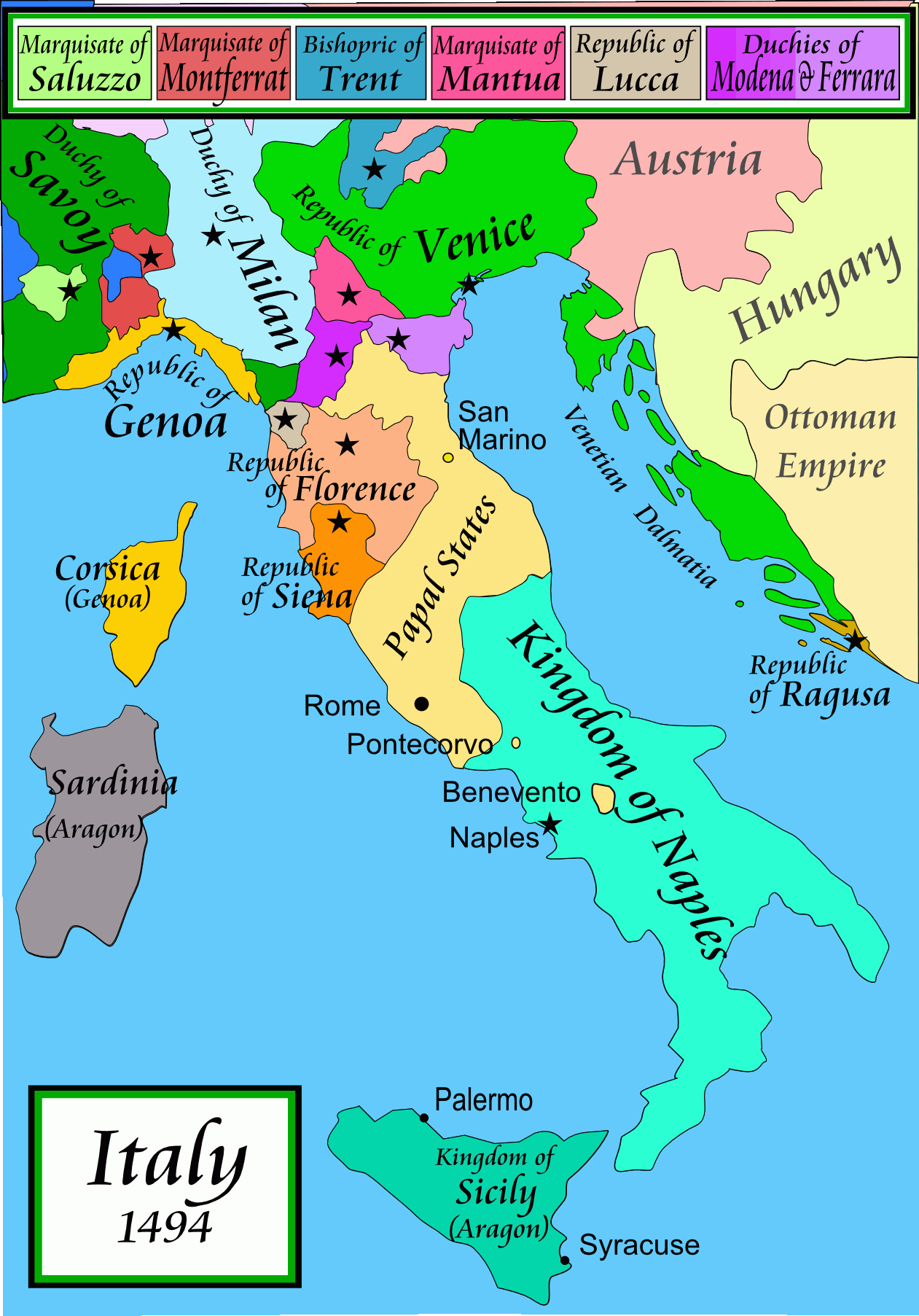
16世紀的義大利，其中最西北角的萨卢佐侯国（淺綠色，自1548年被法國併吞）在1588年被卡洛·埃马努埃莱占領，但後來法軍反擊，兩方擾攘多年後，終於在1601年簽約，讓薩伏依合法繼承了萨卢佐侯国，可謂卡洛·埃马努埃莱的一大勝利

1598年5月2日，《韦尔万条约》的签订不仅结束了法国和西班牙之间广泛冲突，也使得萨卢佐目前尚未解决的独立问题得以解决，同時卡洛歸還了普羅旺斯給法國。在公爵与西班牙谈判后，亨利威胁说要重返战场。1601年1月17日《里昂条约》签订，卡洛·埃马努埃莱用布雷斯堡和阿尔卑斯山上的其他领土换取了萨卢佐，確保了領土的重要擴張。按照条约的规定，公爵还将要消灭公国内的一切新教信仰。因為卡洛在兩大強權西、法之間採取巧妙的平成政策並擴大領土，部分義大利文人和宮廷詩人歌頌、吹捧他，讚譽他是義大利國家中維護獨立的典範和領袖。
1602年，卡洛·埃马努埃莱开始袭击日内瓦。在屡遭失败后，孤注一掷的卡洛·埃马努埃莱于同年12月11日晚率领军队朝日内瓦城进发，12日凌晨两点，萨伏依军队包围了日内瓦城。为了能出其不意，他命令萨伏依军队的胸甲骑兵纷纷下马，全副武装的士兵开始攀爬日内瓦城的城墙。然而，此情此景却被日内瓦城的守夜的士兵目睹，他们发出了警报，日内瓦民兵也闻讯而至。这次突袭让卡洛·埃马努埃莱軍威大挫，一共有54名萨伏依士兵被杀，众多的士兵被俘。卡洛·埃马努埃莱的军队不得不惊恐地撤退，被俘虏的士兵也遭到了处决。为了纪念此次“登城事件”，日内瓦人便将每年的12月11日夜到12月12日设为登城节。
1628-1630年間，他挑起了曼托瓦爵位繼承戰爭，起因貢扎加家族的末代曼托瓦公爵文琴佐二世·貢扎加於1627年12月在沒有合法繼承者的情況下去世，而卡洛卻主張自己有繼承權，並獲得西班牙和神聖羅馬的支持。但是當法國首相利希留派軍入侵皮埃蒙特並佔領蘇薩時，卡洛就倒向法國並與之結盟。由於得到法國的支持，盧多維科的兒子卡洛一世·貢扎加打敗神聖羅馬帝國支持的薩伏依公爵卡洛·埃马努埃莱一世，成為曼托瓦和蒙費拉托公爵（1627-1637年在位）。
1630年7月下旬，卡洛在萨维利亚诺突然中風死了，他的兒子維托里奧·阿梅德奧繼承為萨伏依公爵。

## 腳註
1. 1 2 3  C.E.D.R.E. 1992，第81頁.
2. ↑  Kamen 1997，第249頁.
3. ↑  C.E.D.R.E. 1992，第129頁.
4. ↑  Storrs 1999，第24頁.
5. ↑  C.E.D.R.E. 1992，第131頁.